# Troels Kløvedal og Nordkaperen i det Indiske Ocean - På togt i Andamanerhavet
|  | Denne artikel er oprettet af botten PalnaBot ud fra en ekstern database. Den kan derfor have sproglige fejl eller mangler. Denne skabelon kan fjernes efter kontrol af indholdet. |

Troels Kløvedal og Nordkaperen i det Indiske Ocean - På togt i Andamanerhavet er en dokumentarfilm instrueret af Ulrik Bolt Jørgensen efter manuskript af Troels Kløvedal, Ulrik Bolt Jørgensen.

## Handling
Kursen er sat med udlængsel og eventyrlyst mod eksotiske havne som Phuket - Cochin/Baypore - Salalah - Mits'Iwa - Suez/Port Said, mod Thailand, Indien, Oman, Eritrea og Ægypten. Nordkaperen er bygget i 1905, og Troels Kløvedal erhvervede det gode skib sammen med venner i 1967. Dette er hans anden jordomsejling med en lille besætning på seks mand. I Thailand har han to af sine børn med, og her inviterer han også prins Henrik om bord. Han fortæller om stort og småt, om livslyst, nysgerrighed, buddhisme, dyr og planter og om at være rejsende, om hjemve og om at skrive.